# Kościół Apostołów Piotra i Andrzeja w Jedlińsku
Kościół Apostołów Piotra i Andrzeja – kościół katolicki znajdujący się w Jedlińsku, przy ul. św. Wojciecha 2, w stylu barokowym.
Kościół został założony przez Stanisława Witowskiego, kasztelana brzezińskiego, wzniesiony staraniem jego syna Stanisława, kasztelana sandomierskiego w latach 1645–1652. W 1655 roku został zrujnowany przez Szwedów. Odnowił go Aleksander Józef Załuski, wojewoda rawski. W 1752 roku gruntownie restaurował i przekształcił biskup Andrzej Stanisław Załuski.
W latach 1845–1871 odbyły się prace nad odnową budynku parafii. W głównym ołtarzu znajduje się obraz Jezusa Chrystusa powołującego Piotra i Andrzeja na apostołów, prawdopodobnie malowany w Rzymie, ufundowany przez Andrzeja Załuskiego. W kościele są również obrazy i polichromie malowane przez Tadeusza Kuntzego pochodzące z XVIII wieku.
Dzwonnica na budynku została wybudowana w 1645 roku, a w niej mieści się dzwon podarowany miejscowej świątyni przez osadników szkockich wyznania kalwińskiego.

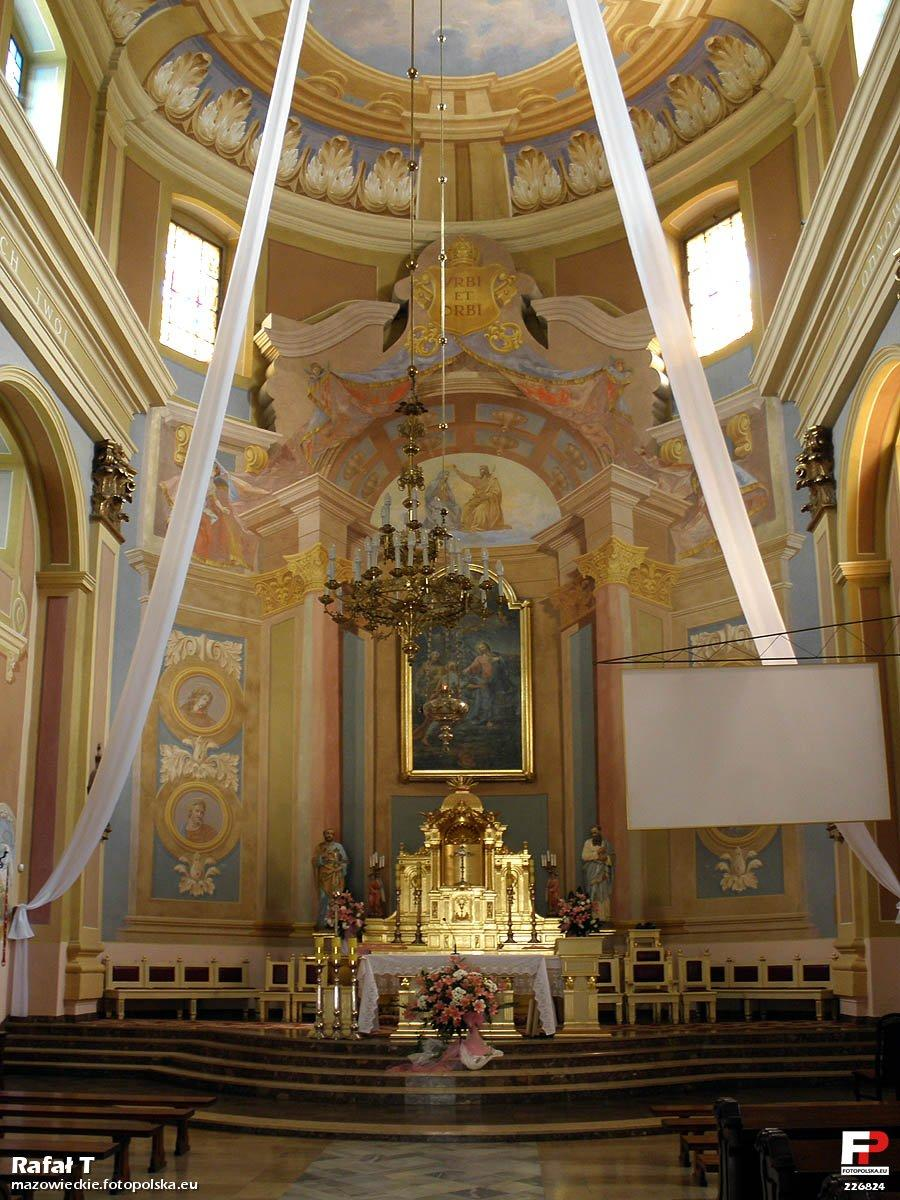
Prezbiterium
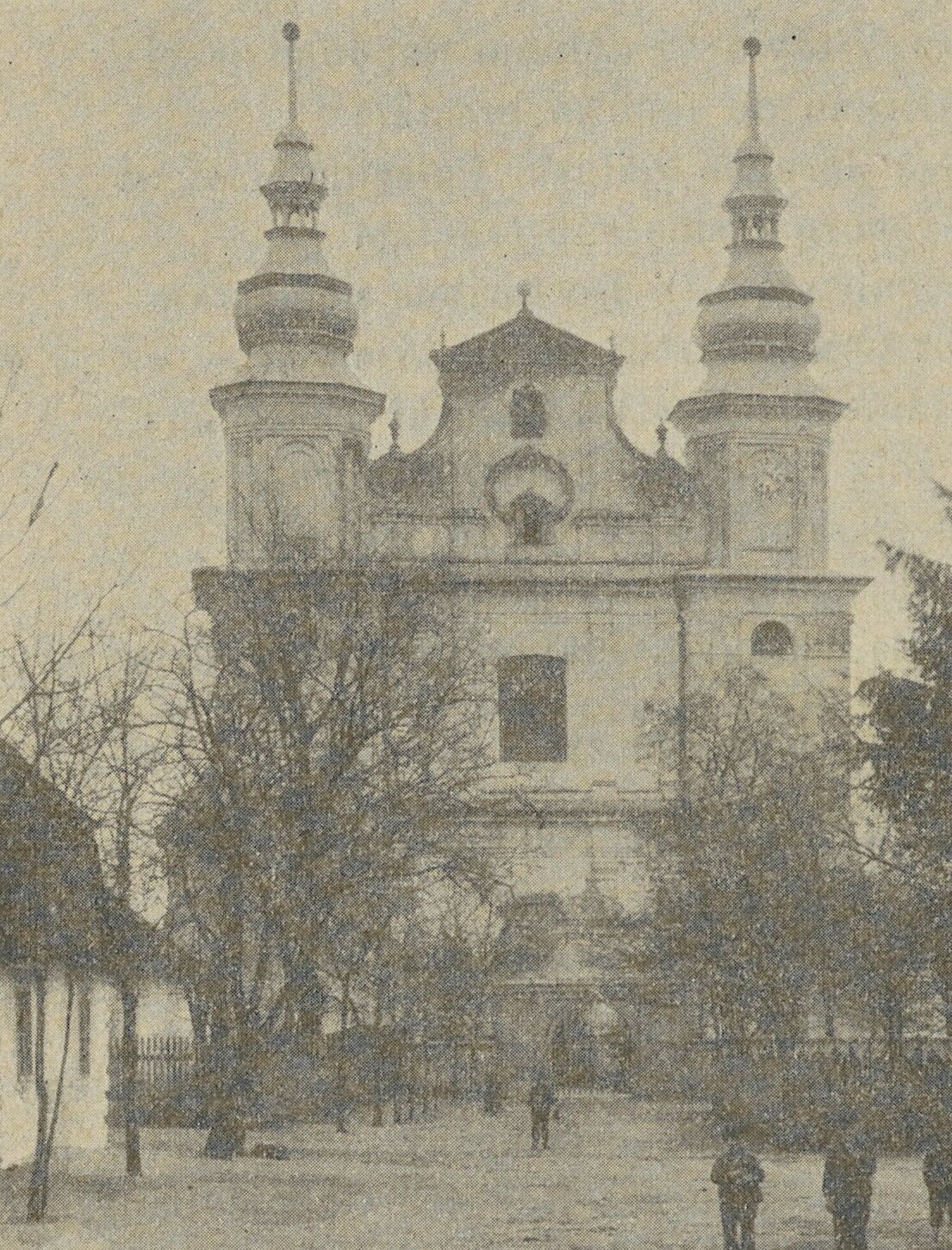
Kościół przed 1911
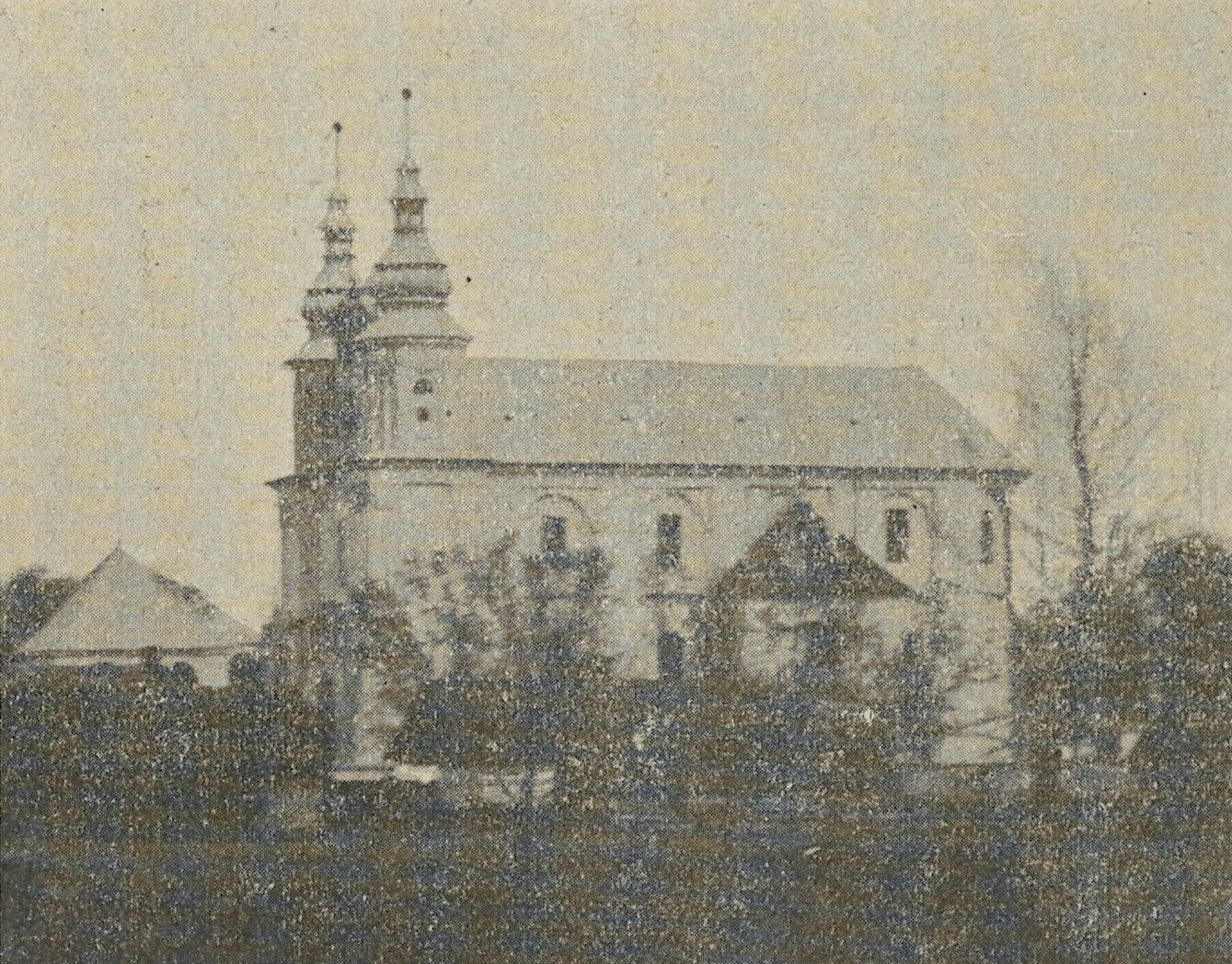
Kościół przed 1911